# 게이트 (공항)

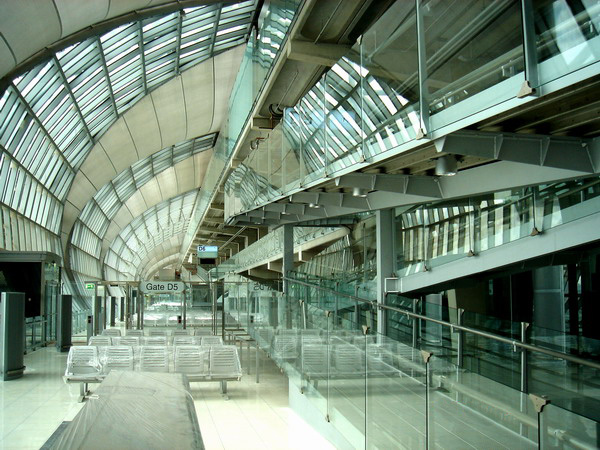
태국 방콕 수완나품 국제공항의 D5게이트

게이트(gate)는 대부분 공항의 게이트는 탑승교를 통해 비행기로 이동하기 전 티켓, 여권확인을 마지막으로 받고, 비행기 탑승을 기다리는 공항안의 지역이다.

게이트에는 체크인, 입국심사, 보안심사를 받은 승객만 출입할 수 있으며 특별사항 외 외부인은 출입할 수 없다.

## 사진

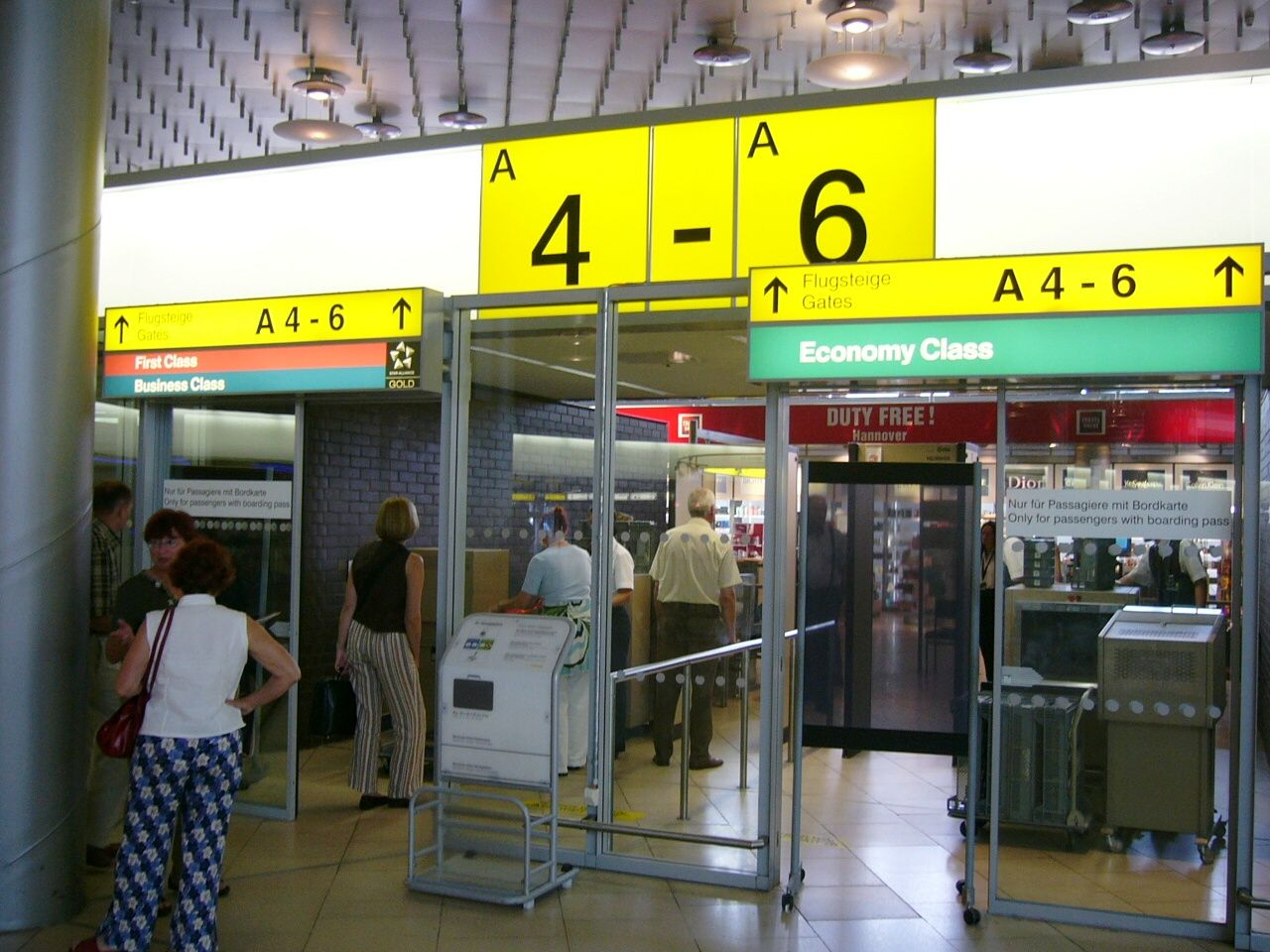
하노버 공항의 게이트
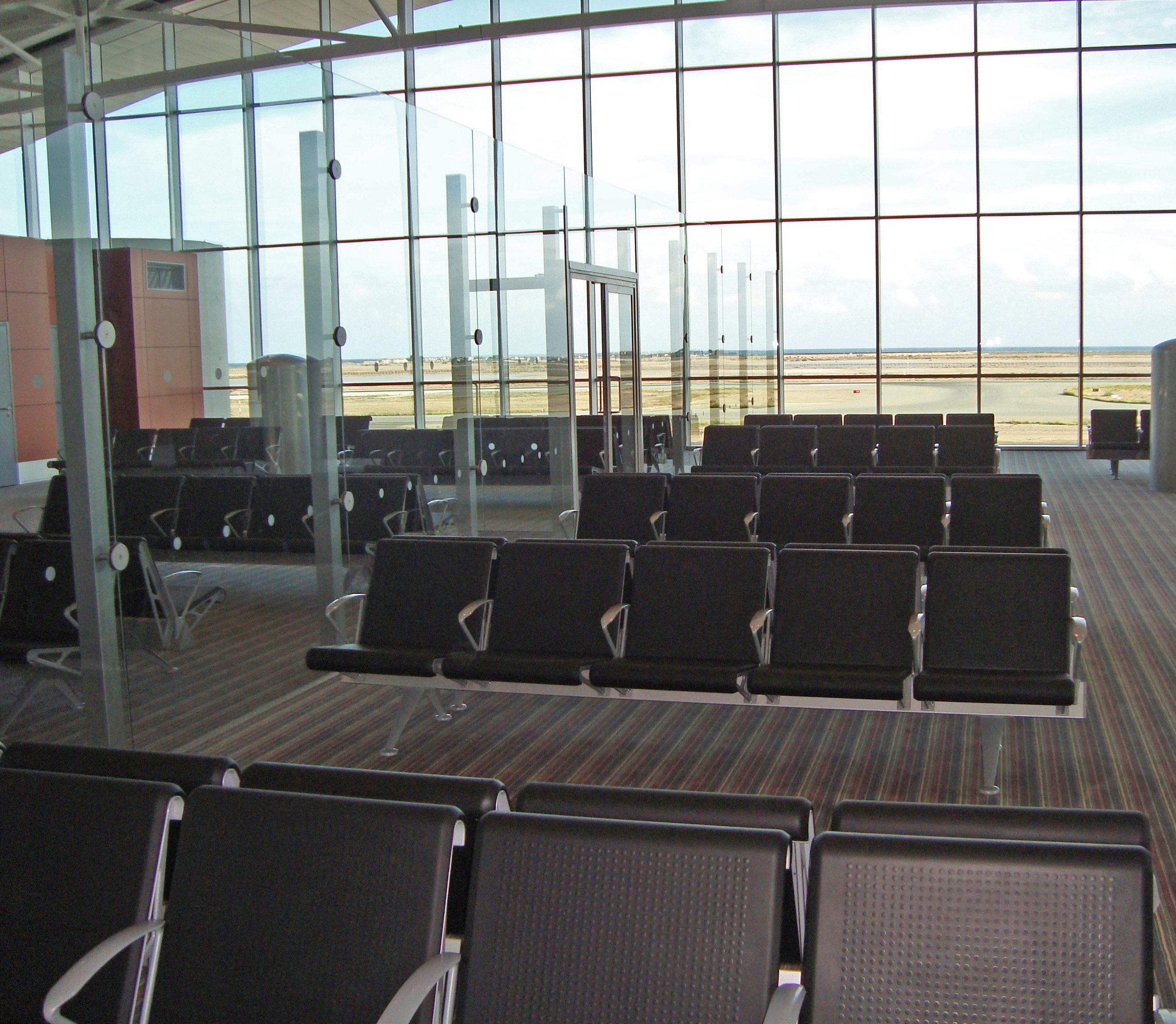
라르나카 국제공항의 게이트
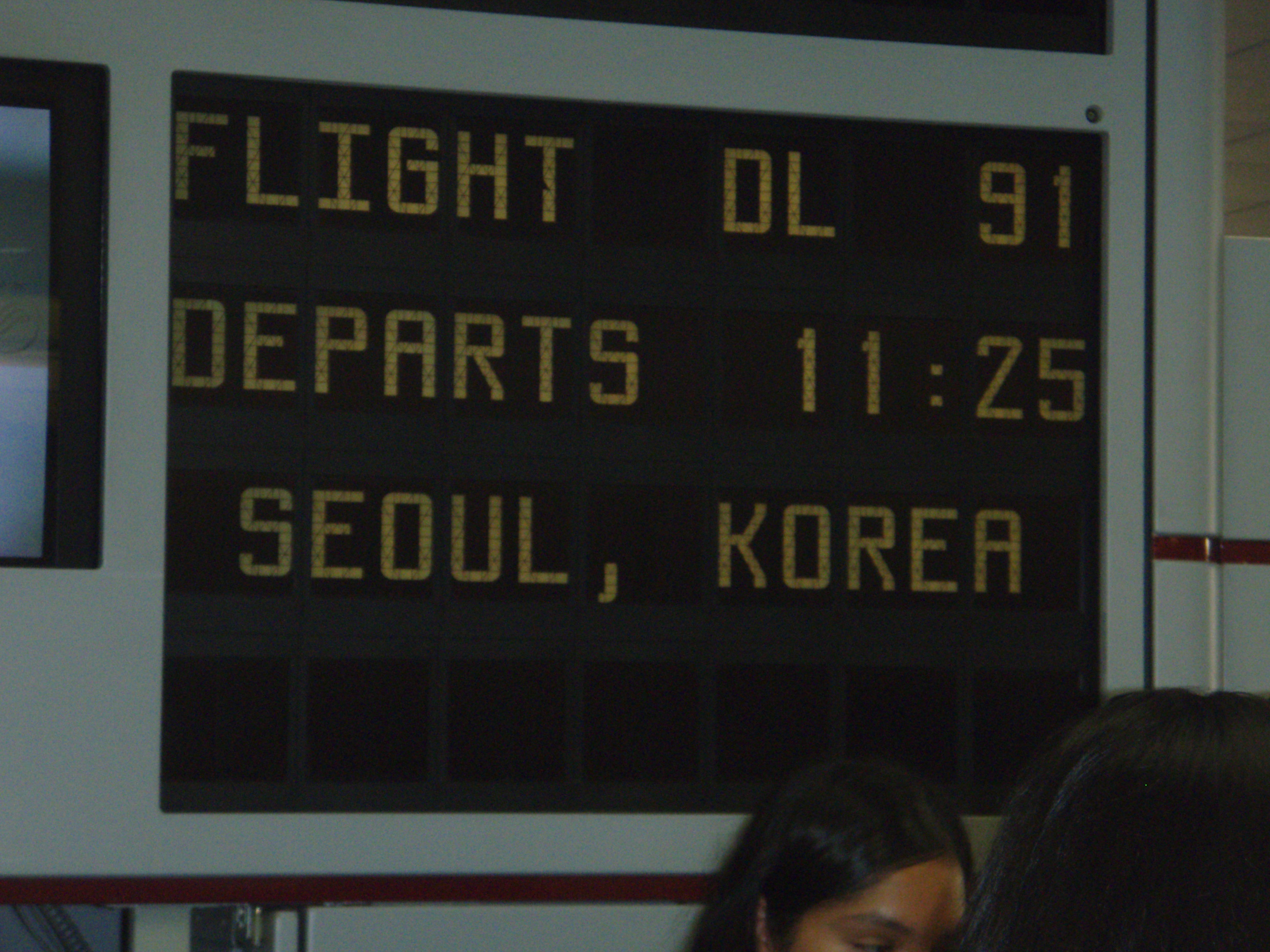
하츠필드 잭슨 애틀랜타 국제공항의 E14 게이트에서 목적지가 한국, 서울임을 나타내는 표지판
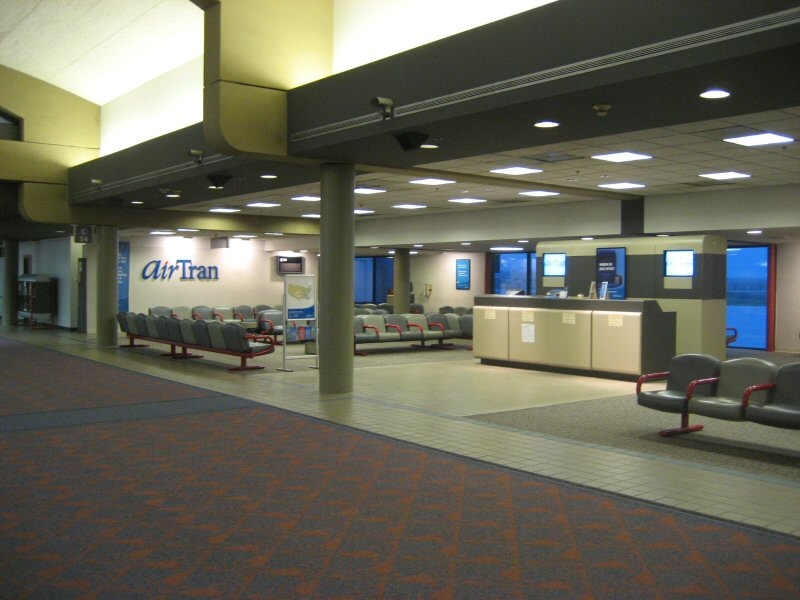
피츠버그 국제공항 콩코스 C 에 있는 에어트랜 게이트 C54
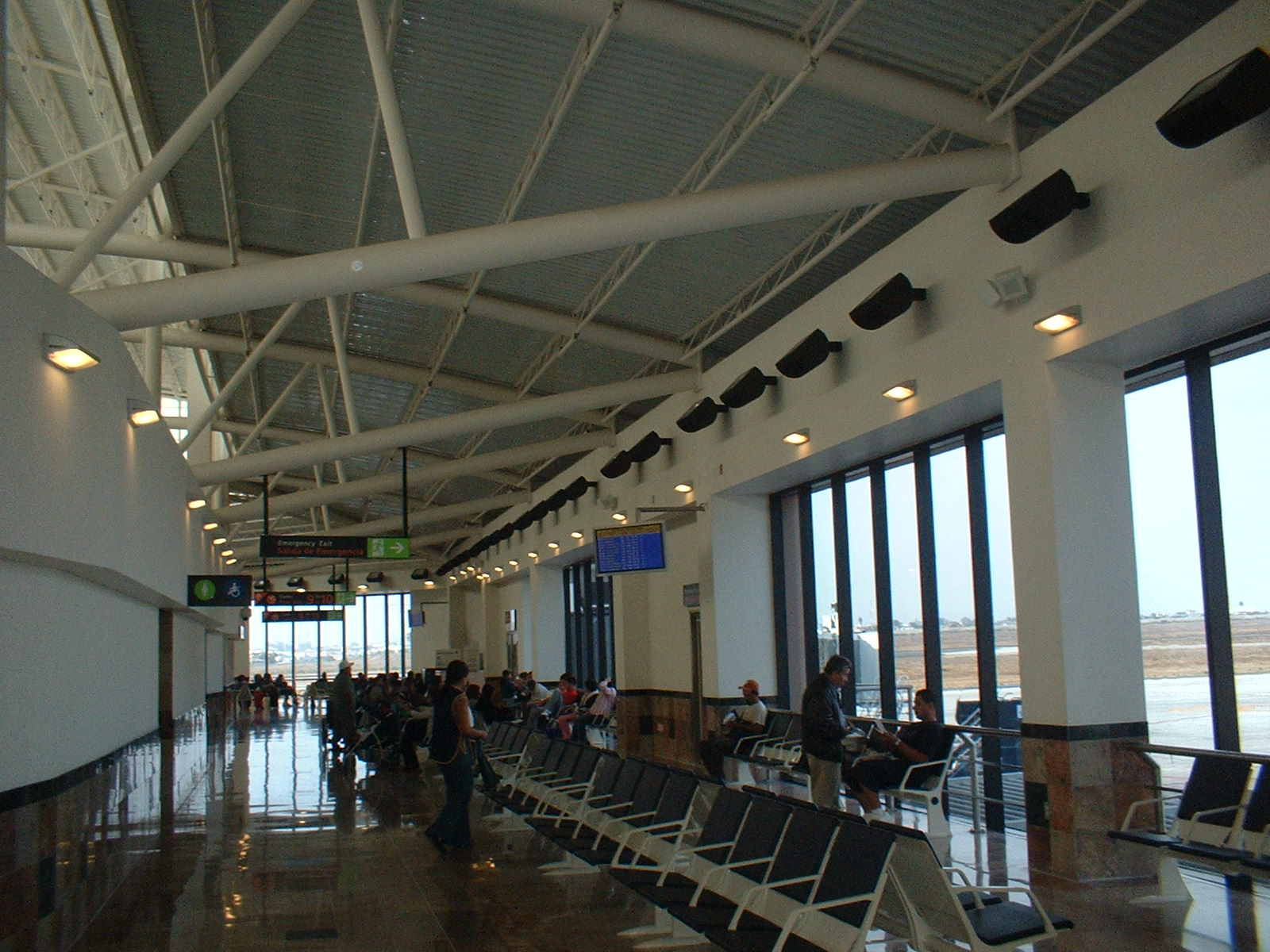
멕시코 티후아나에 있는 티후아나 국제공항의 게이트